# Блэкк, Асанте
Асанте Дуа Ма’ат (англ. Asante Duah Ma’at, известный под псевдонимом Асанте Блэкк (англ. Asante Blackk); род. 20 октября 2001) — американский актёр. Наиболее известен благодаря роли в мини-сериале «Когда они нас увидят», которая принесла ему признание и номинацию на премию «Эмми».

## Биография и карьера
Асанте Блэкк родился в 2001 году. Его тётя — актриса Самиры Уайли. Начал играть на сцене ещё в школе. Его дебютом было участие в спектакле по мотивам «Книги Джунглей» английского писателя Редьярда Киплинга. Асанте Блэкк играл роль Маугли. Его первой профессиональной работой стала роль в постановке «Как я учился быть ребенком» на сцене театра Говарда в Вашингтоне. Затем были съёмки в мини-телесериале «Когда они нас увидят», где он играл 14-летнего Кевина Ричардсона. Эта роль принесла ему номинацию на премию «Эмми», сделав его одним из самых молодых номинантов в истории. В 2019 году он сыграл Малика, юношу, отца-одиночку, который встречается с Дежей, в четвёртом сезоне популярного сериала «Это мы».

## Фильмография
| Год       |   | Русское название     | Оригинальное название | Роль                      |
| --------- | - | -------------------- | --------------------- | ------------------------- |
| 2019      | с | Когда они нас увидят | When They See Us      | Кевин Ричардсон в детстве |
| 2019—2021 | с | Это мы               | This Is Us            | Малик Ходжес              |
| 2020      | с | Социальная дистанция | Social Distance       | Кори                      |